# Liste des églises de La Réunion
Cette liste des églises de La Réunion recense les églises de La Réunion, région et département d'outre-mer français située dans l'Ouest de l'océan Indien, à l'est de l'Afrique, dans l'hémisphère sud. Il est fait état des diverses protections dont elles peuvent bénéficier, et notamment les inscriptions et classements au titre des monuments historiques.
Toutes sont situées dans le diocèse de Saint-Denis de La Réunion.

## Statistiques

### Nombres
Le département de La Réunion comprend 24 communes au 1er janvier 2021.
Depuis 2018, le diocèse de Saint-Denis de La Réunion compte 73 paroisses.

## Classement
Le classement ci-après se fait par commune selon l'ordre alphabétique.
Il est fait état des diverses protections dont elles peuvent bénéficier, et notamment les inscriptions et classements au titre des monuments historiques.

## Liste

### Église catholique
La liste suivante recense les églises catholiques de La Réunion, en incluant les chapelles et les cathédrales. 
| Église                                                                                   | Commune                 | Adresse                            | Coordonnées                      | Notice         | Protection | Date | Illustration                                                                         |
| ---------------------------------------------------------------------------------------- | ----------------------- | ---------------------------------- | -------------------------------- | -------------- | --- | ---- | ------------------------------------------------------------------------------------ |
| Église Saint-Jean-Baptiste de Bras-Panon                                                 | Bras-Panon              |                                    | 20° 59′ 42″ sud, 55° 40′ 32″ est |                | |      | Église Saint-Jean-Baptiste de Bras-Panon                                             |
| Chapelle Notre-Dame-des-Victoires de Rivière-du-Mât                                      | Bras-Panon              |                                    | 20° 58′ 53″ sud, 55° 38′ 35″ est |                | |      | Image manquante Téléverser                                                           |
| Ancienne église Saint-Jean-Baptiste de Bras-Panon                                        | Bras-Panon              |                                    | 20° 59′ 42″ sud, 55° 40′ 33″ est | « IA00040363 » | |      | Ancienne église Saint-Jean-Baptiste de Bras-Panon                                    |
| Église Notre-Dame-des-Neiges                                                             | Cilaos                  |                                    | 21° 07′ 52″ sud, 55° 28′ 21″ est | « PA97400038 » | Inscrit MH | 2000 | Église Notre-Dame-des-Neiges                                                         |
| Église Sainte-Anne de Bras-Sec                                                           | Cilaos                  |                                    | 21° 08′ 32″ sud, 55° 29′ 24″ est |                | |      | Image manquante Téléverser                                                           |
| Église Sainte-Bernadette du Palmiste Rouge                                               | Cilaos                  |                                    | 21° 10′ 11″ sud, 55° 28′ 31″ est |                | |      | Image manquante Téléverser                                                           |
| Église Sainte-Thérèse-de-l'Enfant-Jésus de Peter Both                                    | Cilaos                  |                                    | 21° 10′ 19″ sud, 55° 27′ 38″ est |                | |      | Image manquante Téléverser                                                           |
| Chapelle du Sacré-Cœur d'Îlet-à-Cordes                                                   | Cilaos                  |                                    | à géolocaliser                   |                | |      | Image manquante Téléverser                                                           |
| Chapelle Saint-Christophe de Mare Sèche                                                  | Cilaos                  |                                    | 21° 09′ 03″ sud, 55° 27′ 50″ est |                | |      | Image manquante Téléverser                                                           |
| Chapelle du Dimitile d'Entre-Deux                                                        | Entre-Deux              |                                    | à géolocaliser                   |                | |      | Image manquante Téléverser                                                           |
| Église Saint-Vincent-de-Paul de l’Entre-Deux                                             | Entre-Deux              |                                    | 21° 15′ 00″ sud, 55° 28′ 17″ est |                | |      | Image manquante Téléverser                                                           |
| Église Saint-Dominique de L'Étang-Salé                                                   | L'Étang-Salé            |                                    | 21° 15′ 55″ sud, 55° 22′ 01″ est |                | |      | Image manquante Téléverser                                                           |
| Église Sainte-Thérèse-de-l'Enfant-Jésus de L'Étang-Salé                                  | L'Étang-Salé            |                                    | 21° 15′ 54″ sud, 55° 20′ 01″ est |                | |      | Image manquante Téléverser                                                           |
| Église Sainte-Agathe de La Plaine-des-Palmistes                                          | La Plaine-des-Palmistes |                                    | 21° 08′ 04″ sud, 55° 37′ 33″ est | « IA00040647 » | |      | Église Sainte-Agathe de La Plaine-des-Palmistes                                      |
| Chapelle de l'Immaculée-Conception de Bras-des-Calumets                                  | La Plaine-des-Palmistes |                                    | 21° 09′ 08″ sud, 55° 36′ 47″ est |                | |      | Image manquante Téléverser                                                           |
| Chapelle Notre-Dame-de-la-Sainte-Famille de la Petite Plaine                             | La Plaine-des-Palmistes |                                    | à géolocaliser                   |                | |      | Chapelle Notre-Dame-de-la-Sainte-Famille de la Petite Plaine                         |
| Église Notre-Dame-de-l'Assomption de La Possession                                       | La Possession           |                                    | 20° 55′ 36″ sud, 55° 20′ 13″ est |                | |      | Église Notre-Dame-de-l'Assomption de La Possession                                   |
| Église Sainte-Catherine-Labouré de Rivière-des-Galets                                    | La Possession           |                                    | 20° 57′ 59″ sud, 55° 20′ 05″ est |                | |      | Image manquante Téléverser                                                           |
| Église Sainte-Thérèse-d'Avila de Sainte-Thérèse                                          | La Possession           |                                    | 20° 57′ 08″ sud, 55° 20′ 27″ est |                | |      | Image manquante Téléverser                                                           |
| Chapelle de la Nouvelle                                                                  | La Possession           |                                    | à géolocaliser                   |                | |      | Image manquante Téléverser                                                           |
| Chapelle Notre-Dame-du-Sacré-Cœur de la Ravine à Malheur                                 | La Possession           |                                    | 20° 55′ 29″ sud, 55° 22′ 08″ est |                | |      | Image manquante Téléverser                                                           |
| Chapelle Sainte-Thérèse-de-l'Enfant-Jésus de Dos-d'Âne                                   | La Possession           |                                    | 20° 58′ 56″ sud, 55° 22′ 34″ est |                | |      | Image manquante Téléverser                                                           |
| Église Sainte-Jeanne-d'Arc du Port                                                       | Le Port                 |                                    | 20° 56′ 08″ sud, 55° 17′ 32″ est | « IA00040573 » | |      | Église Sainte-Jeanne-d'Arc du Port                                                   |
| Chapelle Saint-Pierre-Apôtre du Port                                                     | Le Port                 |                                    | à géolocaliser                   |                | |      | Image manquante Téléverser                                                           |
| Chapelle Saint-Yves du Port                                                              | Le Port                 |                                    | à géolocaliser                   |                | |      | Image manquante Téléverser                                                           |
| Église Saint-François de Sales du Tampon                                                 | Le Tampon               |                                    | 21° 16′ 54″ sud, 55° 31′ 11″ est | « IA00040645 » | |      | Église Saint-François de Sales du Tampon                                             |
| Église Marie-Reine-du-Monde de Quatorzième                                               | Le Tampon               |                                    | 21° 15′ 20″ sud, 55° 31′ 23″ est |                | |      | Image manquante Téléverser                                                           |
| Église Saint-Antoine de Dix-Septième                                                     | Le Tampon               |                                    | 21° 14′ 20″ sud, 55° 31′ 40″ est |                | |      | Image manquante Téléverser                                                           |
| Église Saint-Esprit de Trois-Mares                                                       | Le Tampon               |                                    | 21° 15′ 41″ sud, 55° 30′ 12″ est |                | |      | Image manquante Téléverser                                                           |
| Église Sainte-Thérèse-de-l'Enfant-Jésus-et-de la Sainte-Face de la Plaine des Cafres     | Le Tampon               | 4, R.N. 3. 97418 Plaine des Cafres | 21° 13′ 15″ sud, 55° 33′ 13″ est |                | |      | Église Sainte-Thérèse-de-l'Enfant-Jésus-et-de la Sainte-Face de la Plaine des Cafres |
| Chapelle Saint-Michel du Tampon                                                          | Le Tampon               |                                    | à géolocaliser                   |                | |      | Image manquante Téléverser                                                           |
| Chapelle de l'ex-Apeca                                                                   | Le Tampon               |                                    | 21° 13′ 28″ sud, 55° 33′ 33″ est | « PA97400144 » | Inscrit MH | 2018 | Image manquante Téléverser                                                           |
| Chapelle Bienheureux-Frère-Scubillion de Douzième                                        | Le Tampon               |                                    | à géolocaliser                   |                | |      | Image manquante Téléverser                                                           |
| Chapelle du Sacré-Cœur de Piton Hyacinthe                                                | Le Tampon               |                                    | à géolocaliser                   |                | |      | Image manquante Téléverser                                                           |
| Chapelle Notre-Dame-de-la-Paix de Notre-Dame-de-la-Paix                                  | Le Tampon               |                                    | à géolocaliser                   |                | |      | Image manquante Téléverser                                                           |
| Chapelle Notre-Dame-de-la-Salette de Pont-d'Yves                                         | Le Tampon               |                                    | à géolocaliser                   |                | |      | Image manquante Téléverser                                                           |
| Chapelle Notre-Dame-de-Lourdes de Bois-Court                                             | Le Tampon               |                                    | 21° 13′ 14″ sud, 55° 33′ 13″ est |                | |      | Image manquante Téléverser                                                           |
| Chapelle Notre-Dame-des-Affligés de Grande-Ferme                                         | Le Tampon               |                                    | 21° 13′ 11″ sud, 55° 35′ 24″ est |                | |      | Image manquante Téléverser                                                           |
| Chapelle Notre-Dame-du-Silence du Grand Tampon les Hauts                                 | Le Tampon               |                                    | 21° 16′ 51″ sud, 55° 33′ 47″ est |                | |      | Image manquante Téléverser                                                           |
| Chapelle Sainte-Famille de la Chatoire                                                   | Le Tampon               |                                    | 21° 16′ 31″ sud, 55° 30′ 22″ est |                | |      | Image manquante Téléverser                                                           |
| Chapelle Saint-Jean-Baptiste de la Ravine Blanche                                        | Le Tampon               |                                    | 21° 16′ 16″ sud, 55° 31′ 14″ est |                | |      | Image manquante Téléverser                                                           |
| Chapelle Saint-Jean-Baptiste de La Salle de Bourg-Murat                                  | Le Tampon               |                                    | 21° 12′ 21″ sud, 55° 34′ 17″ est |                | |      | Image manquante Téléverser                                                           |
| Chapelle Saint-Joseph-Ouvrier de Grand-Bassin                                            | Le Tampon               |                                    | 21° 10′ 54″ sud, 55° 32′ 06″ est |                | |      | Chapelle Saint-Joseph-Ouvrier de Grand-Bassin                                        |
| Chapelle de Bérive                                                                       | Le Tampon               |                                    | 21° 18′ 39″ sud, 55° 32′ 16″ est |                | |      | Chapelle de Bérive                                                                   |
| Chapelle Saint-François-d'Assise de Douzième                                             | Le Tampon               |                                    | 21° 15′ 57″ sud, 55° 31′ 48″ est |                | |      | Image manquante Téléverser                                                           |
| Chapelle Saints-Anges-Gardiens de Bras-de-Pontho                                         | Le Tampon               |                                    | 21° 14′ 23″ sud, 55° 29′ 35″ est |                | |      | Chapelle Saints-Anges-Gardiens de Bras-de-Pontho                                     |
| Église de l'Immaculée-Conception des Avirons                                             | Les Avirons             |                                    | 21° 14′ 33″ sud, 55° 20′ 01″ est |                | |      | Église de l'Immaculée-Conception des Avirons                                         |
| Église du Très-Saint-Sacrement de Ravine Sèche                                           | Les Avirons             |                                    | 21° 14′ 36″ sud, 55° 21′ 14″ est |                | |      | Image manquante Téléverser                                                           |
| Église Saint-Joseph du Tévelave                                                          | Les Avirons             |                                    | 21° 12′ 34″ sud, 55° 21′ 29″ est |                | |      | Église Saint-Joseph du Tévelave                                                      |
| Chapelle Notre-Dame-du-Grand-Large du carmel des Avirons                                 | Les Avirons             |                                    | 21° 14′ 49″ sud, 55° 20′ 02″ est |                | |      | Chapelle Notre-Dame-du-Grand-Large du carmel des Avirons                             |
| Église Notre-Dame-de-Liesse de Cocâtre                                                   | Les Trois-Bassins       |                                    | 21° 07′ 07″ sud, 55° 18′ 02″ est |                | |      | Église Notre-Dame-de-Liesse de Cocâtre                                               |
| Église Notre-Dame-des-Sept-Douleurs des Trois-Bassins                                    | Les Trois-Bassins       |                                    | 21° 06′ 14″ sud, 55° 17′ 41″ est |                | |      | Image manquante Téléverser                                                           |
| Église Saint-Jean-l'Évangéliste de Petite-Île                                            | Petite-Île              |                                    | 21° 21′ 13″ sud, 55° 33′ 56″ est |                | |      | Image manquante Téléverser                                                           |
| Chapelle Sainte-Marguerite de Petite-Île                                                 | Petite-Île              |                                    | 21° 22′ 10″ sud, 55° 34′ 38″ est | « PA97400132 » | Inscrit MH | 2015 | Chapelle Sainte-Marguerite de Petite-Île                                             |
| Chapelle Notre-Dame-de-Fatima d'Anse les Hauts                                           | Petite-Île              |                                    | 21° 20′ 12″ sud, 55° 33′ 07″ est |                | |      | Image manquante Téléverser                                                           |
| Chapelle Saint-Louis de Gonzague de Ravine du Pont                                       | Petite-Île              |                                    | 21° 20′ 21″ sud, 55° 33′ 52″ est |                | |      | Image manquante Téléverser                                                           |
| Chapelle Saint-Maximilien Kolbe de Piton des Goyaves                                     | Petite-Île              |                                    | 21° 19′ 31″ sud, 55° 33′ 22″ est |                | |      | Image manquante Téléverser                                                           |
| Chapelle Sainte-Jeanne d'Arc                                                             | Saint-André             |                                    | 20° 57′ 37″ sud, 55° 38′ 56″ est | « PA97400111 » | Inscrit MH | 2012 | Chapelle Sainte-Jeanne d'Arc                                                         |
| Église Saint-Nicolas de Champ-Borne                                                      | Saint-André             |                                    | 20° 56′ 39″ sud, 55° 40′ 55″ est | « IA00040367 » | |      | Église Saint-Nicolas de Champ-Borne                                                  |
| Église Saint-André de Saint-André (La Réunion)                                           | Saint-André             |                                    | 20° 57′ 37″ sud, 55° 38′ 56″ est | « IA00040374 » | |      | Église Saint-André de Saint-André (La Réunion)                                       |
| Église Jésus-Miséricordieux de Cambuston                                                 | Saint-André             |                                    | 20° 55′ 56″ sud, 55° 39′ 02″ est |                | |      | Image manquante Téléverser                                                           |
| Chapelle Notre-Dame-de-Pellevoisin de Pointe du Champ Borne                              | Saint-André             |                                    | 20° 56′ 51″ sud, 55° 39′ 30″ est |                | |      | Image manquante Téléverser                                                           |
| Chapelle Sainte-Bernadette de Cressonnière                                               | Saint-André             |                                    | 20° 58′ 12″ sud, 55° 39′ 28″ est |                | |      | Image manquante Téléverser                                                           |
| Chapelle Saint-Nicolas de Champ Borne                                                    | Saint-André             |                                    | 20° 56′ 40″ sud, 55° 40′ 53″ est |                | |      | Chapelle Saint-Nicolas de Champ Borne                                                |
| Église Saint-Benoît de Saint-Benoît (La Réunion)                                         | Saint-Benoît            |                                    | 21° 02′ 02″ sud, 55° 42′ 44″ est | « PA97400014 » | Inscrit MH | 2012 | Église Saint-Benoît de Saint-Benoît (La Réunion)                                     |
| Église Sainte-Anne de Sainte-Anne (La Réunion)                                           | Saint-Benoît            |                                    | 21° 04′ 49″ sud, 55° 44′ 34″ est | « PA00105811 » | Classé MH Façade de l'église avec son clocher ainsi que la chapelle Sainte Thérèse y compris son décor intérieur peint | 1982 | Église Sainte-Anne de Sainte-Anne (La Réunion)                                       |
| Chapelle de la Résurrection de Chemin de Ceinture                                        | Saint-Benoît            |                                    | 21° 04′ 54″ sud, 55° 41′ 34″ est |                | |      | Image manquante Téléverser                                                           |
| Chapelle Notre-Dame-des-Roches de Rivière-des-Roches                                     | Saint-Benoît            |                                    | 21° 00′ 10″ sud, 55° 41′ 36″ est |                | |      | Image manquante Téléverser                                                           |
| Chapelle Sainte-Hélène des Orangers                                                      | Saint-Benoît            |                                    | à géolocaliser                   |                | |      | Image manquante Téléverser                                                           |
| Chapelle Sainte-Louise-de-Marillac de Cambourg                                           | Saint-Benoît            |                                    | 21° 06′ 45″ sud, 55° 43′ 39″ est |                | |      | Image manquante Téléverser                                                           |
| Chapelle Sainte-Rita de Pont suspendu                                                    | Saint-Benoît            |                                    | à géolocaliser                   |                | |      | Image manquante Téléverser                                                           |
| Cathédrale Saint-Denis de Saint-Denis de La Réunion                                      | Saint-Denis             |                                    | 20° 52′ 38″ sud, 55° 26′ 55″ est | « PA00105812 » | Classé MH | 1975 | Cathédrale Saint-Denis de Saint-Denis de La Réunion                                  |
| Chapelle Saint-Thomas-des-Indiens                                                        | Saint-Denis             |                                    | 20° 52′ 59″ sud, 55° 27′ 25″ est | « PA97400024 » | Inscrit MH | 1998 | Chapelle Saint-Thomas-des-Indiens                                                    |
| Chapelle de La Redoute                                                                   | Saint-Denis             |                                    | 20° 52′ 58″ sud, 55° 26′ 34″ est | « PA97400094 » | Inscrit MH | 2007 | Chapelle de La Redoute                                                               |
| Chapelle de l'Immaculée-Conception de La Réunion                                         | Saint-Denis             |                                    | 20° 52′ 56″ sud, 55° 26′ 58″ est | « PA00105813 » | Inscrit MH | 1988 | Chapelle de l'Immaculée-Conception de La Réunion                                     |
| Église Notre-Dame-de-la-Délivrance                                                       | Saint-Denis             |                                    | 20° 52′ 47″ sud, 55° 26′ 36″ est | « PA97400003 » | Classé MH | 2005 | Église Notre-Dame-de-la-Délivrance                                                   |
| Église Notre-Dame-de-l'Assomption de Saint-Denis                                         | Saint-Denis             |                                    | 20° 53′ 07″ sud, 55° 27′ 09″ est |                | |      | Église Notre-Dame-de-l'Assomption de Saint-Denis                                     |
| Église Saint-Jacques de Saint-Denis                                                      | Saint-Denis             |                                    | 20° 53′ 02″ sud, 55° 27′ 31″ est | « IA00040489 » | |      | Église Saint-Jacques de Saint-Denis                                                  |
| Église Sainte-Clotilde de Saint-Denis                                                    | Saint-Denis             |                                    | 20° 53′ 29″ sud, 55° 28′ 47″ est |                | |      | Image manquante Téléverser                                                           |
| Église du Saint-Esprit du Chaudron                                                       | Saint-Denis             |                                    | 20° 53′ 23″ sud, 55° 29′ 13″ est |                | |      | Image manquante Téléverser                                                           |
| Église Notre-Dame-du-Rosaire de Moufia                                                   | Saint-Denis             |                                    | 20° 54′ 38″ sud, 55° 29′ 14″ est |                | |      | Image manquante Téléverser                                                           |
| Église Saint-Camille-de-Lellis de la Bretagne                                            | Saint-Denis             |                                    | 20° 55′ 41″ sud, 55° 29′ 36″ est |                | |      | Église Saint-Camille-de-Lellis de la Bretagne                                        |
| Église Saint-Étienne du Brûlé                                                            | Saint-Denis             |                                    | 20° 55′ 22″ sud, 55° 26′ 09″ est |                | |      | Église Saint-Étienne du Brûlé                                                        |
| Église Saint-François-Xavier de Saint-François (La Réunion)                              | Saint-Denis             |                                    | 20° 55′ 14″ sud, 55° 27′ 30″ est |                | |      | Image manquante Téléverser                                                           |
| Église Saint-Gabriel de la Montagne                                                      | Saint-Denis             |                                    | 20° 53′ 24″ sud, 55° 25′ 31″ est | « IA00040726 » | |      | Église Saint-Gabriel de la Montagne                                                  |
| Église Saint-Joseph-Ouvrier des Camélias                                                 | Saint-Denis             |                                    | 20° 53′ 42″ sud, 55° 28′ 02″ est |                | |      | Image manquante Téléverser                                                           |
| Chapelle Christ-Ressuscité de Commune-Prima                                              | Saint-Denis             |                                    | 20° 54′ 00″ sud, 55° 30′ 08″ est |                | |      | Image manquante Téléverser                                                           |
| Chapelle de la léproserie de la Montagne                                                 | Saint-Denis             |                                    | à géolocaliser                   |                | |      | Image manquante Téléverser                                                           |
| Chapelle de la maison de retraite de Saint-Denis                                         | Saint-Denis             |                                    | à géolocaliser                   |                | |      | Image manquante Téléverser                                                           |
| Chapelle des Filles-de-Marie de la Providence                                            | Saint-Denis             |                                    | 20° 53′ 38″ sud, 55° 27′ 19″ est |                | |      | Image manquante Téléverser                                                           |
| Chapelle du centre Saint-Ignace des Jésuites de Saint-Denis                              | Saint-Denis             |                                    | à géolocaliser                   |                | |      | Image manquante Téléverser                                                           |
| Chapelle Notre-Dame-du-Rosaire de Colline du Rosaire                                     | Saint-Denis             |                                    | à géolocaliser                   |                | |      | Image manquante Téléverser                                                           |
| Chapelle Sainte-Monique de Bellepierre                                                   | Saint-Denis             |                                    | à géolocaliser                   |                | |      | Image manquante Téléverser                                                           |
| Église Notre-Dame-de-la-Source de la Source                                              | Saint-Denis             |                                    | 20° 53′ 26″ sud, 55° 26′ 49″ est |                | |      | Église Notre-Dame-de-la-Source de la Source                                          |
| Église Notre-Dame-de-la-Trinité de la Trinité                                            | Saint-Denis             |                                    | 20° 53′ 42″ sud, 55° 28′ 02″ est |                | |      | Église Notre-Dame-de-la-Trinité de la Trinité                                        |
| Église Notre-Dame-de-Lourdes de Bois-de-Nèfles                                           | Saint-Denis             |                                    | 20° 55′ 01″ sud, 55° 28′ 27″ est |                | |      | Image manquante Téléverser                                                           |
| Église du couvent des Brises                                                             | Saint-Denis             |                                    | 20° 52′ 52″ sud, 55° 25′ 30″ est |                | |      | Image manquante Téléverser                                                           |
| Église Notre-Dame-du-Rosaire de Langevin                                                 | Saint-Joseph            |                                    | 21° 22′ 42″ sud, 55° 39′ 02″ est |                | |      | Image manquante Téléverser                                                           |
| Église Saint-Athanase de Vincendo                                                        | Saint-Joseph            |                                    | 21° 22′ 25″ sud, 55° 40′ 03″ est | « IA00040610 » | |      | Image manquante Téléverser                                                           |
| Église de la Sainte-Famille de Butor                                                     | Saint-Joseph            |                                    | 55° 36′ 49″ sud, 55° 36′ 49″ est |                | |      | Image manquante Téléverser                                                           |
| Église Sainte-Geneviève des Lianes                                                       | Saint-Joseph            |                                    | 21° 20′ 47″ sud, 55° 36′ 09″ est | « IA00040609 » | |      | Église Sainte-Geneviève des Lianes                                                   |
| Église Saint-Joseph de Saint-Joseph (La Réunion)                                         | Saint-Joseph            |                                    | 21° 22′ 46″ sud, 55° 37′ 08″ est | « IA00040608 » | |      | Église Saint-Joseph de Saint-Joseph (La Réunion)                                     |
| Chapelle de Grand Galet                                                                  | Saint-Joseph            |                                    | à géolocaliser                   |                | |      | Image manquante Téléverser                                                           |
| Chapelle de la Crête                                                                     | Saint-Joseph            |                                    | à géolocaliser                   |                | |      | Image manquante Téléverser                                                           |
| Chapelle de la Trinité de Grand Coude                                                    | Saint-Joseph            |                                    | 21° 17′ 25″ sud, 55° 37′ 30″ est |                | |      | Image manquante Téléverser                                                           |
| Chapelle de l'Immaculée-Conception de Plaine des Grègues                                 | Saint-Joseph            |                                    | 21° 19′ 39″ sud, 55° 36′ 28″ est |                | |      | Image manquante Téléverser                                                           |
| Chapelle Divin-Amour de Manapany-les-Bains                                               | Saint-Joseph            |                                    | 21° 22′ 33″ sud, 55° 35′ 43″ est |                | |      | Chapelle Divin-Amour de Manapany-les-Bains                                           |
| Chapelle Notre-Dame-de-l'Espérance de Parc Mouton                                        | Saint-Joseph            |                                    | 21° 21′ 20″ sud, 55° 39′ 28″ est |                | |      | Image manquante Téléverser                                                           |
| Chapelle Notre-Dame-de-Pontmain de Jean-Petit                                            | Saint-Joseph            |                                    | à géolocaliser                   |                | |      | Image manquante Téléverser                                                           |
| Chapelle Notre-Dame-des-Jeunes de la Passerelle                                          | Saint-Joseph            |                                    | à géolocaliser                   |                | |      | Image manquante Téléverser                                                           |
| Chapelle Saint-Antoine-de-Padoue de Carosse                                              | Saint-Joseph            |                                    | 21° 21′ 36″ sud, 55° 35′ 52″ est |                | |      | Image manquante Téléverser                                                           |
| Chapelle Notre-Dame-de-Lourdes de la Crête                                               | Saint-Joseph            |                                    | 21° 20′ 07″ sud, 55° 39′ 16″ est |                | |      | Image manquante Téléverser                                                           |
| Église du Sacré-Cœur de Saint-Leu                                                        | Saint-Leu               |                                    | 21° 08′ 15″ sud, 55° 17′ 40″ est | « PA97400008 » | Classé MH | 1996 | Église du Sacré-Cœur de Saint-Leu                                                    |
| Église de la Maternité-de-Marie du Piton Saint-Leu                                       | Saint-Leu               |                                    | 21° 13′ 08″ sud, 55° 18′ 45″ est |                | |      | Image manquante Téléverser                                                           |
| Église Notre-Dame-de-la-Salette de Saint-Leu                                             | Saint-Leu               |                                    | 21° 10′ 00″ sud, 55° 17′ 23″ est | « IA00040534 » | |      | Église Notre-Dame-de-la-Salette de Saint-Leu                                         |
| Église Saint-Christophe de la Chaloupe                                                   | Saint-Leu               |                                    | 21° 09′ 16″ sud, 55° 19′ 28″ est |                | |      | Image manquante Téléverser                                                           |
| Église Saint-Jean-Marie-Vianney du Plate                                                 | Saint-Leu               |                                    | 21° 12′ 21″ sud, 55° 19′ 57″ est |                | |      | Image manquante Téléverser                                                           |
| Chapelle des Saints-Apôtres de l'Étang Saint-Leu                                         | Saint-Leu               |                                    | 21° 10′ 18″ sud, 55° 18′ 23″ est |                | |      | Image manquante Téléverser                                                           |
| Chapelle du Bon-Pasteur de Grand Fond                                                    | Saint-Leu               |                                    | 21° 11′ 37″ sud, 55° 18′ 10″ est |                | |      | Image manquante Téléverser                                                           |
| Chapelle Notre-Dame-de-la-Salette de Saint-Leu                                           | Saint-Leu               |                                    | 21° 10′ 00″ sud, 55° 17′ 23″ est |                | |      | Image manquante Téléverser                                                           |
| Chapelle Notre-Dame-des-Champs de la Chaloupe                                            | Saint-Leu               |                                    | 21° 08′ 06″ sud, 55° 18′ 36″ est |                | |      | Image manquante Téléverser                                                           |
| Chapelle du Rosaire (La Réunion)                                                         | Saint-Louis             |                                    | 21° 17′ 24″ sud, 55° 25′ 04″ est | « PA00105823 » | Inscrit MH | 1988 | Chapelle du Rosaire (La Réunion)                                                     |
| Église Notre-Dame-du-Rosaire de Saint-Louis                                              | Saint-Louis             |                                    | 21° 15′ 46″ sud, 55° 26′ 16″ est | « PA97400043 » | Inscrit MH | 2000 | Église Notre-Dame-du-Rosaire de Saint-Louis                                          |
| Église Saint-Louis de Saint-Louis (La Réunion)                                           | Saint-Louis             |                                    | 21° 17′ 18″ sud, 55° 24′ 28″ est | « PA00105824 » | Inscrit MH | 1982 | Église Saint-Louis de Saint-Louis (La Réunion)                                       |
| Chapelle Notre-Dame-de-Fatima du Ouaki                                                   | Saint-Louis             |                                    | 21° 16′ 41″ sud, 55° 26′ 56″ est |                | |      | Image manquante Téléverser                                                           |
| Chapelle Notre-Dame-du-Sacré-Cœur de l'îlet Furcy                                        | Saint-Louis             |                                    | 21° 14′ 32″ sud, 55° 27′ 21″ est |                | |      | Image manquante Téléverser                                                           |
| Chapelle Sainte-Thérèse-de-l'Enfant-Jésus du Gol les Hauts                               | Saint-Louis             |                                    | 21° 15′ 11″ sud, 55° 25′ 10″ est |                | |      | Image manquante Téléverser                                                           |
| Chapelle Saint-Jean-Baptiste du Tapage                                                   | Saint-Louis             |                                    | 21° 14′ 29″ sud, 55° 26′ 37″ est |                | |      | Image manquante Téléverser                                                           |
| Chapelle Saint-Jean-Marie-Vianney, curé d'Ars du Petit Serré                             | Saint-Louis             |                                    | 21° 12′ 53″ sud, 55° 27′ 18″ est |                | |      | Chapelle Saint-Jean-Marie-Vianney, curé d'Ars du Petit Serré                         |
| Chapelle Saint-Joseph-Artisan de Pierrefonds                                             | Saint-Louis             |                                    | 21° 18′ 07″ sud, 55° 25′ 45″ est |                | |      | Image manquante Téléverser                                                           |
| Chapelle Notre-Dame-du-Cénacle du Camp du Gol                                            | Saint-Louis             |                                    | 21° 16′ 19″ sud, 55° 24′ 07″ est |                | |      | Image manquante Téléverser                                                           |
| Chapelle Saints-Anges-Gardiens des Makes                                                 | Saint-Louis             |                                    | 21° 12′ 26″ sud, 55° 24′ 13″ est |                | |      | Chapelle Saints-Anges-Gardiens des Makes                                             |
| Chapelle Saint-Sauveur de Roche Maigre                                                   | Saint-Louis             |                                    | 21° 16′ 38″ sud, 55° 24′ 55″ est |                | |      | Image manquante Téléverser                                                           |
| Chapelle Pointue                                                                         | Saint-Paul              |                                    | 21° 03′ 19″ sud, 55° 15′ 58″ est | « PA00105826 » | Classé MH | 1970 | Chapelle Pointue                                                                     |
| Église de la Conversion-de-Saint-Paul de Saint-Paul                                      | Saint-Paul              |                                    | 21° 00′ 51″ sud, 55° 16′ 14″ est | « PA97400100 » | Inscrit MH | 2010 | Église de la Conversion-de-Saint-Paul de Saint-Paul                                  |
| Église Notre-Dame-de-Fatima du Bernica                                                   | Saint-Paul              |                                    | 21° 03′ 01″ sud, 55° 16′ 45″ est |                | |      | Image manquante Téléverser                                                           |
| Église Notre-Dame-de-la-Paix de Saint-Gilles-les-Bains                                   | Saint-Paul              |                                    | 21° 03′ 22″ sud, 55° 13′ 30″ est |                | |      | Église Notre-Dame-de-la-Paix de Saint-Gilles-les-Bains                               |
| Église Saint-Amand du Guillaume                                                          | Saint-Paul              |                                    | 21° 02′ 24″ sud, 55° 17′ 49″ est |                | |      | Image manquante Téléverser                                                           |
| Église Saint-Antoine de la Plaine                                                        | Saint-Paul              |                                    | 20° 58′ 58″ sud, 55° 20′ 03″ est |                | |      | Image manquante Téléverser                                                           |
| Église Sainte-Thérèse-d'Avila de la Saline-les-Hauts                                     | Saint-Paul              |                                    | 21° 05′ 18″ sud, 55° 18′ 27″ est | « IA00040539 » | |      | Église Sainte-Thérèse-d'Avila de la Saline-les-Hauts                                 |
| Église Saint-Gilles de Saint-Gilles-les-Hauts                                            | Saint-Paul              |                                    | 21° 03′ 18″ sud, 55° 16′ 11″ est |                | |      | Image manquante Téléverser                                                           |
| Église Saint-Joseph-Artisan de Savannah                                                  | Saint-Paul              |                                    | 20° 59′ 09″ sud, 55° 17′ 54″ est |                | |      | Église Saint-Joseph-Artisan de Savannah                                              |
| Chapelle de la Médaille-Miraculeuse de Saint-Paul                                        | Saint-Paul              |                                    | à géolocaliser                   |                | |      | Image manquante Téléverser                                                           |
| Chapelle de Marla, cirque de Mafate                                                      | Saint-Paul              |                                    | à géolocaliser                   |                | |      | Image manquante Téléverser                                                           |
| Chapelle de Tous-les-Saints des Palmistes                                                | Saint-Paul              |                                    | à géolocaliser                   |                | |      | Image manquante Téléverser                                                           |
| Chapelle des Pèlerins d'Emmaüs de Fleurimont                                             | Saint-Paul              |                                    | à géolocaliser                   |                | |      | Image manquante Téléverser                                                           |
| Chapelle Notre-Dame-de-l'Hermitage de Saint-Paul                                         | Saint-Paul              |                                    | à géolocaliser                   |                | |      | Image manquante Téléverser                                                           |
| Chapelle Notre-Dame-du-Partage des Canots                                                | Saint-Paul              |                                    | 21° 01′ 52″ sud, 55° 18′ 36″ est |                | |      | Image manquante Téléverser                                                           |
| Chapelle Sainte-Thérèse de la Petite France                                              | Saint-Paul              |                                    | à géolocaliser                   |                | |      | Image manquante Téléverser                                                           |
| Église de la Sainte-Famille de Bellemène                                                 | Saint-Paul              |                                    | 21° 01′ 18″ sud, 55° 17′ 41″ est |                | |      | Église de la Sainte-Famille de Bellemène                                             |
| Église Notre-Dame-de-la-Visitation de Bois de Nèfles                                     | Saint-Paul              |                                    | 20° 59′ 53″ sud, 55° 19′ 39″ est |                | |      | Image manquante Téléverser                                                           |
| Église Notre-Dame-de-Lourdes de Plateau-Caillou                                          | Saint-Paul              |                                    | 21° 01′ 33″ sud, 55° 15′ 57″ est |                | |      | Image manquante Téléverser                                                           |
| Église Notre-Dame-de-Toutes-Grâces de l'Éperon                                           | Saint-Paul              |                                    | 21° 02′ 33″ sud, 55° 15′ 24″ est |                | |      | Image manquante Téléverser                                                           |
| Église Saint-Pie-X de Tan Rouge                                                          | Saint-Paul              |                                    | 21° 03′ 47″ sud, 55° 17′ 50″ est | « IA00040538 » | |      | Image manquante Téléverser                                                           |
| Chapelle Stella-Maris de la Saline-les-Bains                                             | Saint-Paul              |                                    | à géolocaliser                   |                | |      | Image manquante Téléverser                                                           |
| Chapelle Stella-Maris de Saint-Gilles-les-Bains                                          | Saint-Paul              |                                    | à géolocaliser                   |                | |      | Image manquante Téléverser                                                           |
| Chapelle Notre-Dame-de-la-Route du Tremblet                                              | Saint-Philippe          |                                    | 21° 18′ 39″ sud, 55° 48′ 03″ est |                | |      | Image manquante Téléverser                                                           |
| Chapelle Notre-Dame-du-Rosaire de Langevin                                               | Saint-Philippe          |                                    | à géolocaliser                   |                | |      | Image manquante Téléverser                                                           |
| Chapelle Saint-Expédit du Souffleur d'Arbonne                                            | Saint-Philippe          |                                    | 21° 22′ 05″ sud, 55° 44′ 19″ est |                | |      | Image manquante Téléverser                                                           |
| Chapelle Saint-Jean-Baptiste de La Salle de Basse-Vallée                                 | Saint-Philippe          |                                    | 21° 22′ 16″ sud, 55° 43′ 04″ est |                | |      | Image manquante Téléverser                                                           |
| Église Saint-Philippe de Saint-Philippe (La Réunion)                                     | Saint-Philippe          |                                    | 21° 21′ 29″ sud, 55° 46′ 08″ est | « IA00040626 » | |      | Église Saint-Philippe de Saint-Philippe (La Réunion)                                 |
| Église Saint-Pierre-Saint-Paul de Saint-Pierre (La Réunion)                              | Saint-Pierre            |                                    | 21° 20′ 17″ sud, 55° 28′ 49″ est | « PA97400029 » | Inscrit MH Façades et toitures, ainsi que le terrain d'assiette                                                        | 1998 | Église Saint-Pierre-Saint-Paul de Saint-Pierre (La Réunion)                          |
| Chapelle Notre-Dame-de-Lourdes de Saint-Pierre                                           | Saint-Pierre            |                                    | 21° 17′ 45″ sud, 55° 26′ 59″ est | « PA97400139 » | Inscrit MH | 2015 | Image manquante Téléverser                                                           |
| Église du Bon-Pasteur de la Ravine-Blanche                                               | Saint-Pierre            |                                    | 21° 20′ 12″ sud, 55° 27′ 46″ est |                | |      | Église du Bon-Pasteur de la Ravine-Blanche                                           |
| Église du Père Favron dite Notre-Dame-de-Lourdes de Bois d'Olives                        | Saint-Pierre            |                                    | 21° 18′ 04″ sud, 55° 27′ 08″ est |                | |      | Image manquante Téléverser                                                           |
| Église Notre-Dame-de-la-Salette de Ligne-des-Bambous                                     | Saint-Pierre            |                                    | 21° 18′ 17″ sud, 55° 29′ 43″ est |                | |      | Image manquante Téléverser                                                           |
| Église Notre-Dame-du-Sacré-Cœur de Montvert les Hauts                                    | Saint-Pierre            |                                    | 21° 18′ 58″ sud, 55° 32′ 40″ est |                | |      | Image manquante Téléverser                                                           |
| Église Saint-Augustin de Ravine-des-Cabris                                               | Saint-Pierre            |                                    | 21° 17′ 11″ sud, 55° 28′ 12″ est | « IA00040598 » | |      | Image manquante Téléverser                                                           |
| Chapelle de la Trinité de Terre SainteTanambo                                            | Saint-Pierre            |                                    | à géolocaliser                   |                | |      | Image manquante Téléverser                                                           |
| Chapelle de Pointe du Diable                                                             | Saint-Pierre            |                                    | à géolocaliser                   |                | |      | Image manquante Téléverser                                                           |
| Chapelle de Saint-Pierre (La Réunion)                                                    | Saint-Pierre            |                                    | à géolocaliser                   |                | |      | Image manquante Téléverser                                                           |
| Chapelle du Bienheureux-Père-Laval de Ravine des Cafres les Hauts                        | Saint-Pierre            |                                    | 21° 20′ 06″ sud, 55° 31′ 13″ est |                | |      | Image manquante Téléverser                                                           |
| Chapelle du Sacré-Cœur de Saint-Pierre                                                   | Saint-Pierre            |                                    | à géolocaliser                   |                | |      | Chapelle du Sacré-Cœur de Saint-Pierre                                               |
| Chapelle Notre-Dame-du-Port dite aussi chapelle de la Croix-des-Pêcheurs de Saint-Pierre | Saint-Pierre            |                                    | à géolocaliser                   |                | |      | Image manquante Téléverser                                                           |
| Chapelle Sainte-Thérèse dite aussi chapelle bleue de Saint-Pierre                        | Saint-Pierre            |                                    | à géolocaliser                   |                | |      | Image manquante Téléverser                                                           |
| Chapelle Saint-Jean-XXIII de Basse-Terre                                                 | Saint-Pierre            |                                    | à géolocaliser                   |                | |      | Image manquante Téléverser                                                           |
| Église Notre-Dame-de-Lourdes de Ligne-Paradis                                            | Saint-Pierre            |                                    | 21° 18′ 47″ sud, 55° 28′ 28″ est |                | |      | Image manquante Téléverser                                                           |
| Église Notre-Dame-du-Bon-Port de Terre-Sainte                                            | Saint-Pierre            |                                    | 21° 20′ 32″ sud, 55° 28′ 54″ est |                | |      | Église Notre-Dame-du-Bon-Port de Terre-Sainte                                        |
| Église Notre-Dame-du-Mont-Carmel de Grand-Bois                                           | Saint-Pierre            |                                    | 21° 21′ 23″ sud, 55° 31′ 11″ est | « IA00040599 » | |      | Image manquante Téléverser                                                           |
| Chapelle Notre-Dame-de-la-Salette de Sainte-Marie                                        | Sainte-Marie            |                                    | 20° 53′ 44″ sud, 55° 33′ 09″ est | « PA97400118 » | Inscrit MH | 2012 | Chapelle Notre-Dame-de-la-Salette de Sainte-Marie                                    |
| Église Notre-Dame-de-l'Assomption de Sainte-Marie (La Réunion)                           | Sainte-Marie            |                                    | 20° 53′ 47″ sud, 55° 33′ 16″ est | « PA97400117 » | Inscrit MH | 2012 | Église Notre-Dame-de-l'Assomption de Sainte-Marie (La Réunion)                       |
| Église Notre-Dame-Auxilliatrice de la Ressource                                          | Sainte-Marie            |                                    | 20° 55′ 59″ sud, 55° 32′ 02″ est |                | |      | Église Notre-Dame-Auxilliatrice de la Ressource                                      |
| Église Saint-François-Xavier de Rivière des Pluies                                       | Sainte-Marie            |                                    | 20° 54′ 48″ sud, 55° 30′ 37″ est | « IA00040409 » | |      | Église Saint-François-Xavier de Rivière des Pluies                                   |
| Chapelle du Bienheureux-Père-Laval de Grande-Montée                                      | Sainte-Marie            |                                    | à géolocaliser                   |                | |      | Image manquante Téléverser                                                           |
| Église Notre-Dame-des-Laves                                                              | Sainte-Rose             |                                    | 21° 09′ 38″ sud, 55° 49′ 27″ est |                | |      | Église Notre-Dame-des-Laves                                                          |
| Église Sainte-Rose-de-Lima de Sainte-Rose                                                | Sainte-Rose             |                                    | 21° 07′ 39″ sud, 55° 47′ 31″ est | « IA00040630 » | |      | Église Sainte-Rose-de-Lima de Sainte-Rose                                            |
| Chapelle de la Visitation de Bois-Blanc                                                  | Sainte-Rose             |                                    | 21° 12′ 00″ sud, 55° 49′ 12″ est |                | |      | Image manquante Téléverser                                                           |
| Chapelle de Rivière de l'Est                                                             | Sainte-Rose             |                                    | à géolocaliser                   |                | |      | Image manquante Téléverser                                                           |
| Chapelle du Bienheureux-Frère-Scubillion de Rivière-de-l'Est                             | Sainte-Rose             |                                    | 21° 07′ 15″ sud, 55° 45′ 36″ est |                | |      | Image manquante Téléverser                                                           |
| Chapelle Notre-Dame de Pontmain de Ravine Glissante                                      | Sainte-Rose             |                                    | à géolocaliser                   |                | |      | Image manquante Téléverser                                                           |
| Église Christ-Roi de Bagatelle                                                           | Sainte-Suzanne          |                                    | 20° 55′ 45″ sud, 55° 34′ 56″ est |                | |      | Image manquante Téléverser                                                           |
| Église Sainte-Suzanne de Sainte-Suzanne (La Réunion)                                     | Sainte-Suzanne          |                                    | 20° 54′ 23″ sud, 55° 36′ 29″ est |                | |      | Image manquante Téléverser                                                           |
| Chapelle Bienheureux-Jacques-Laval de Bras-Pistolet                                      | Sainte-Suzanne          |                                    | 20° 57′ 38″ sud, 55° 36′ 05″ est |                | |      | Image manquante Téléverser                                                           |
| Chapelle Curé-d'Ars de Bellevue                                                          | Sainte-Suzanne          |                                    | 20° 56′ 12″ sud, 55° 36′ 16″ est |                | |      | Image manquante Téléverser                                                           |
| Chapelle du calvaire de Bel-Air                                                          | Sainte-Suzanne          |                                    | 20° 54′ 49″ sud, 55° 35′ 39″ est |                | |      | Image manquante Téléverser                                                           |
| Église Notre-Dame-du-Bon-Secours de quartier Français                                    | Sainte-Suzanne          |                                    | 20° 56′ 09″ sud, 55° 38′ 14″ est |                | |      | Image manquante Téléverser                                                           |
| Chapelle du domaine de Bel-Air                                                           | Sainte-Suzanne          |                                    | 20° 54′ 22″ sud, 55° 35′ 49″ est |                | |      | Image manquante Téléverser                                                           |
| Église Saint-Martin de Grand Îlet                                                        | Salazie                 |                                    | 21° 01′ 49″ sud, 55° 28′ 37″ est | « PA00105834 » | Classé MH | 1982 | Église Saint-Martin de Grand Îlet                                                    |
| Église Saint-Henri d'Hell-Bourg                                                          | Salazie                 |                                    | 21° 01′ 41″ sud, 55° 32′ 22″ est |                | |      | Église Saint-Henri d'Hell-Bourg                                                      |
| Église Notre-Dame-de-l'Assomption de Salazie                                             | Salazie                 |                                    | 21° 01′ 41″ sud, 55° 32′ 22″ est | « IA00040704 » | |      | Église Notre-Dame-de-l'Assomption de Salazie                                         |
| Chapelle de Mare à Poule d'Eau                                                           | Salazie                 |                                    | 21° 03′ 05″ sud, 55° 31′ 49″ est |                | |      | Image manquante Téléverser                                                           |
| Chapelle Saint-Antoine-de-Padoue de Mare à Vieille Place                                 | Salazie                 |                                    | 21° 01′ 43″ sud, 55° 30′ 35″ est |                | |      | Image manquante Téléverser                                                           |
| Chapelle Sainte-Anne de l'Escalier                                                       | Salazie                 |                                    | 20° 59′ 58″ sud, 55° 34′ 44″ est |                | |      | Image manquante Téléverser                                                           |

### Culte protestant
| Église                                  | Commune    | Adresse | Coordonnées                      | Notice | Protection | Date | Illustration               |
| --------------------------------------- | ---------- | ------- | -------------------------------- | ------ | ---------- | ---- | -------------------------- |
| église chinoise évangélique de Savannah | Saint-Paul |         | 20° 59′ 09″ sud, 55° 17′ 54″ est |        |            |      | Image manquante Téléverser |